# Robson Green

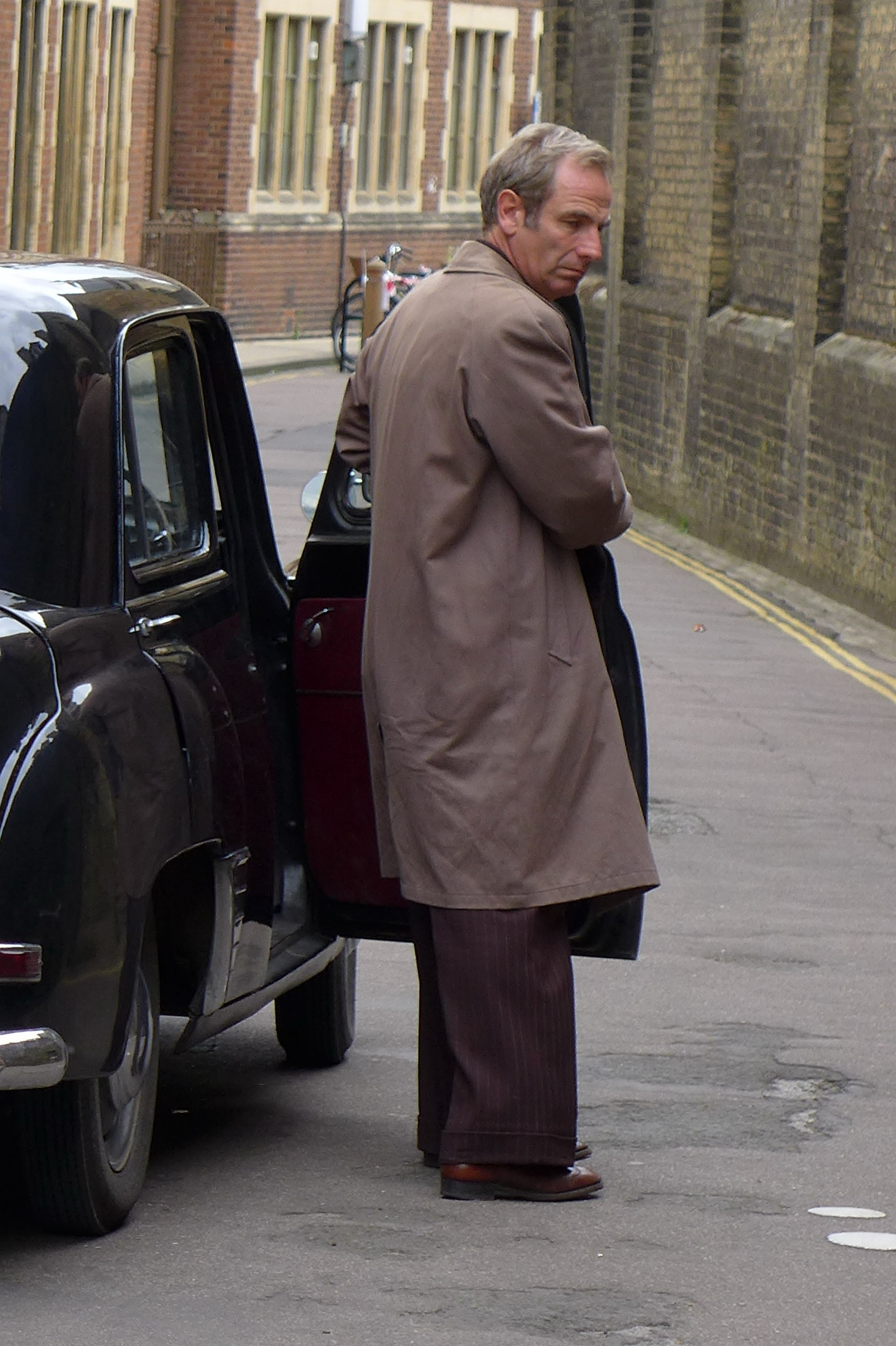
Robson Green, 2015

Robson Golightly Green (* 18. Dezember 1964 in Hexham, Northumberland) ist ein englischer Schauspieler, Singer-Songwriter und Moderator.

## Leben
Green wurde in der nordenglischen Grafschaft Northumberland geboren, seine Vornamen als Erstgeborener setzen sich einer dortigen Tradition entsprechend aus Nachnamen seiner Familie zusammen. Robson war der Geburtsname von Greens Großmutter, während Golightly auf William Golightly, einen populären Gewerkschaftsführer der 1920er Jahre, zurückgeht. Sein Vater arbeitete als Kohleminenarbeiter, aufgrund dessen Green in Dudley, einer kleinen Minenstadt in North Tyneside, aufwuchs.
Inspiriert durch vorbeifliegende Düsenjets, entschied sich Green, sich der Royal Air Force anzuschließen. Bereits mit Eintritt in die Sekundarstufe besuchte er das Air Training Corps, eine Organisation für junge Army-Interessierte. Außerdem begann Green, Gitarre zu spielen, 1982 gründete er schließlich seine erste Band, Solid State. Am Backworth Drama Centre sammelte er zudem erste Bühnenerfahrung als Schauspieler.
Als Robson Green die Schule mit 17 Jahren verließ, entschied er sich gegen die Royal Air Force und arbeitete zudem als technischer Zeichner für den Schiffbauunternehmer Swan Hunter. Für eine Rolle im Theaterstück Francie Nichol begann er außerdem ein Boxtraining. Nach zwei Jahren bei Swan Hunter entschied sich Green endgültig für die Schauspielerei. Er nahm Schauspielunterricht bei seinem früheren Regisseur Max Roberts, während er gleichzeitig seine Karriere als Musiker fortsetzte und mit The Workie Tickets einige regionale Erfolge feiern konnte. Seinen ersten Bildschirmauftritt hatte Green schließlich 1988 in einem Kurzfilm des Unternehmens Amber Films.
Erste nationale Bekanntheit erlangte Green durch seine Rolle in der BBC-Serie Casualty, bevor ihm als Füsilier Dave Tucker in der Serie Soldier Soldier der Durchbruch gelang. Mit seinem Filmpartner Jerome Flynn sang er darin den Song Unchained Melody. Nachdem der Sender ITV mit Anfragen überschüttet wurde, wurde der Song als Single veröffentlicht und verkaufte sich in Großbritannien mehr als 1,9 Millionen Mal und führte sieben Wochen lang die britischen Charts an. Als Robson & Jerome gelangen dem Duo zwei weitere Nummer-1-Singles sowie zwei Nummer-1-Alben, die allesamt Neuinterpretationen von bekannten Titeln enthielten. 1998 trennte sich das Duo schließlich, um sich wieder voll auf die jeweiligen Schauspielkarrieren konzentrieren zu können. 2002 veröffentlichte Green mit Moment in Time sein erstes Soloalbum.
Der große Erfolg von Soldier Soldier und Robson & Jerome gab Green die Möglichkeit, einen Langzeitvertrag mit ITV zu unterschreiben, der ihm Hauptrollen in verschiedenen Serien des Senders, wie Touching Evil, Grafters oder Reckless, einbrachte. Außerdem gründete Green zusammen mit Sandra Jobling 1996 die Produktionsfirma Coastal Productions, mit der er nach eigenen Angaben jungen Künstlern aus Nordengland die Möglichkeiten geben wolle, die er selbst nie gehabt habe. Das Unternehmen produziert seitdem sowohl eine Reihe von Greens eigenen Arbeiten Produktionen am Theatre Royal in Newcastle upon Tyne. Zu seinen größten Erfolgen mit Coastal zählt der Quotenhit Christmas Lights, dessen Erfolg in der Schaffung der Ableger Northern Lights und City Lights mündete.
2002 übernahm Green die Rolle des Psychologen Dr. Tony Hill in der ITV-Serie Hautnah – Die Methode Hill, mit der er schließlich auch in Deutschland bekannt wurde. Bis 2008 entstanden 24 Folgen in sechs Staffeln, bevor die Serie aufgrund zu hoher Produktionskosten eingestellt wurde. 2005 war Green in Like Father Like Son zu sehen, wo er den Freund der Exfrau eines Serienkillers spielt. Der Sohn aus dieser Ehe wird ebenfalls angeklagt, einen Mord begangen zu haben. Außerdem spielte er in der Miniserie Rocket Man einen Witwer, der versucht, eine Rakete zu bauen, um die Asche seiner verstorbenen Frau ins Weltall zu schießen.
2008 startete Greens eigene Dokuserie Robson Green Extreme Fishing, bei der er die Welt bereiste, um die Sportart zu betreiben und tiefer zu ergründen. Im Dezember 2009 folgte Robson Green's Wild Swimming Adventure, eine Serie, bei der er Schwimmtouren in verschiedenen Teilen des Vereinigten Königreichs unternahm.
Im Juli 1998 wurde Green der Ehrendoktortitel der Northumbria University verliehen. In einer Umfrage des Senders ITV wurde er außerdem im September 2006 auf Platz 35 der beliebtesten britischen Fernsehstars aller Zeiten gewählt.
Robson Greens deutsche Synchronstimme in Hautnah – Die Methode Hill ist Stephan Schwartz, im Spielfilm Und plötzlich war es Liebe (2002) lieh ihm Marcus Off seine Stimme.

### Privates
Am 22. Juni 1991 heiratete Green die Ergotherapeutin Alison Ogilvie, die ihm zuvor durch seinen Freund und Regisseur Andrew Gunn vorgestellt worden war. Nach acht Jahren trennte sich das Paar. Während der Aufnahmen zu Unchained Melody traf der Schauspieler das frühere Model Vanya Seager, die 2000 einen gemeinsamen Sohn auf die Welt brachte. Green und Seager heirateten 2001 im Cliveden House in Buckinghamshire nach einer Familienfeier auf Mauritius. Die Familie lebte zusammen mit Seagers Tochter aus einer früheren Beziehung in Surrey Northamptonshire. Im Oktober 2011 gab das Paar seine Trennung bekannt.
Green ist außerdem Onkel des Schauspielers Daymon Britton, der durch seine Rolle in der britischen Jugendserie Byker Grove bekannt wurde.

## Filmografie
- 1989: A Night on the Tyne (TV)
- 1991–1992: Casualty (TV-Serie, 40 Folgen)
- 1991–1995: Soldier Soldier (TV-Serie)
- 1995: The Gambling Man (TV)
- 1997:The Student Prince (TV)
- 1997: Reckless (TV-Serie)
- 1997: Ain’t Misbehavin’ (TV-Serie)
- 1998: Reckless: The Movie (TV)
- 1998: Grafters (TV-Serie)
- 1999: Rhinoceros (TV)
- 1997–1999: Touching Evil (TV-Serie)
- 2000: Close & True (TV-Serie)
- 2000: The Last Musketeer (TV)
- 2000: Blind Ambition (TV)
- 2001: Take Me (TV-Serie)
- 2002: Und plötzlich war es Liebe (Me & Mrs. Jones) (TV)
- 2002–2008: Hautnah – Die Methode Hill (Wire in the Blood; TV-Serie, 31 Folgen)
- 2003: Unconditional Love (TV)
- 2003: Trust (TV-Serie)
- 2004: The Afternoon Play (TV-Serie)
- 2004: Christmas Lights (TV)
- 2005: Like Father Like Son
- 2005: Beaten (TV)
- 2005: Rocket Man (TV-Serie)
- 2006: Northern Lights (TV-Serie)
- 2007: City Lights (TV-Serie)
- 2007: Little Devil (TV-Serie)
- 2008: Clash of the Santas (TV)
- 2009: Extreme Fishing  (TV-NaturDoku-Serie)
- 2010: Joe Maddison's War (TV)
- 2011: Being Human (TV-Serie, 4 Folgen)
- 2011: Waterloo Road (TV-Serie)
- 2012: Mount Pleasant (TV-Serie)
- 2013–2015: Strike Back (TV-Serie)
- seit 2014: Grantchester (TV-Serie)
- 2018: Age Before Beauty (TV-Serie)

## Diskografie
Alben
- 2002: Moment in Time (UK: Silber)[7]

## Auszeichnungen
- National Television Awards
  - 1995: Beliebtester Schauspieler für seine Rolle in Soldier Soldier
  - 1997: Nominierung Beliebtester Schauspieler für seine Rolle in Reckless
  - 1999: Nominierung Beliebtester Schauspieler für seine Rolle in Grafters
  - 2000: Nominierung Beliebtester Schauspieler für seine Rolle in Grafters
  - 2001: Nominierung Beliebtester Schauspieler für seine Rolle in Close & True

- Royal Television Society’s Annual Awards
  - 1998: Nominierung als  bester männlicher Schauspieler für seine Rollen in Touching Evil und Reckless

- TV Quick Awards
  - 1997: Bester Schauspieler für seine Rollen in Touching Evil und Reckless
  - 1998: Bester Schauspieler für seine Rolle in Touching Evil

- Music Week Awards
  - 1996: Beste Single für Unchained Melody
  - 1996: Bestes Album für Robson & Jerome